# مادلين شيكيدانز
مادلين شيكيدانز (بالألمانية: Madeleine Schickedanz)‏ (من مواليد في 20 أكتوبر 1943 في نورمبرغ) هي وريثة ثروة ألمانية وناشطة في أعمال الخير. مادلين هي ابنة غوستاف وجريتش شيكيدانز، مؤسسي كتالوج التجزئة كويل فيرساند، الذي تم دمجه مع شركة كارشتات لتشكيل شركة أركاندور، وهي شركة مُدرجة في مؤشر البورصة الألمانية ميد كاب داكس حتى إفلاسها في عام 2009.

## سيرتها الذاتية
قاطعت مادلين شيكيدانز دراستها في اقتصاديات الأعمال بعد فصلين دراسيين. مادلين متزوجة الآنمن زوجها الثالث، ليو هيرل. يُقسم الزوج وقته بين فورث وسانت موريتز كما يحلو لهم. أنجبت شيكيدانز أربعة أولاد، اثنان من كل من الزيجات هانس غيورغ مانغولد وولفغانغ بوهلر، وكلاهما مديري شركة QUELLE. أسست شيكيدانز بعد تغلب ابنتها كارولين بنجاح على اللوكيميا مؤسسة مادلين شيكيدانز وشتيفتونغ، وهي مؤسسة خيرية تدعم الأطفال الذين يعانون من السرطان.
احتلت شاكيدينز المرتبة ال13 في قائمة نساء مليارديرات، وفي المرتبة ال142 كأغنى شخص في العالم، وفقُا لمجلة فوربس في عام 2007. ومع ذلك، أعلنت شاكيدينز في 9 يونيو 2009 إفلاسها بعد إفلاس شركتها القابضة آركاندور. وزعمت هي وزوجها أنهم يعيشون على 600 يورو فقط شهريًا في أعقاب الإفلاس. قامت شاكيدينز في يناير 2010 ببيع اثنين من الفيلات الخاصة بها في سانت موريتز مقابل 68 مليون دولار أمريكي لسداد الديون. وفي عام 2014، رفعت دعوى ضد مستشارها السابق جوزيف ايش من بنك سال أوبنهايم لإجراء استثمارات محفوفة بالمخاطر. دعّم توماس ميدلهوف ادعاءاتها.

## روابط خارجية
- مادلين شيكيدانز على موقع مونزينجر (الألمانية)

- Homepage of Madeleine Schickedanz KinderKrebs-Stiftung
- Madeleine Schickedanz: Hinten in der Villa, Handelsblatt, 8 Mai 2006
- „Madeleine Schickedanz: Die Versandhaus-Diva“, manager magazin, 27 February 2004
- Die Weihnachtsfrau, Cicero, December 2005